# Liam Lawrence
Liam Lawrence (Retford, 14 december 1981) is een Iers voormalig profvoetballer. Hij speelde als aanvallende middenvelder en kwam ook uit voor het Iers voetbalelftal.

## Interlandcarrière
Onder leiding van bondscoach Giovanni Trapattoni maakte Lawrence zijn debuut voor Ierland op 29 mei 2009 in de vriendschappelijke wedstrijd tegen Nigeria (1-1) in Londen, net als Keiren Westwood (Coventry City), Eddie Nolan (Preston North End), Kevin Foley (Wolverhampton Wanderers), Sean St Ledger (Preston North End) en Leon Best (Coventry City).
| Interlands van Liam Lawrence | Interlands van Liam Lawrence | Interlands van Liam Lawrence | Interlands van Liam Lawrence | Interlands van Liam Lawrence | Interlands van Liam Lawrence |
| №                            | Datum                        | Wedstrijd                    | Uitslag                      | Competitie                   | Goals                        |
| Als speler van Stoke City    | Als speler van Stoke City    | Als speler van Stoke City    | Als speler van Stoke City    | Als speler van Stoke City    | Als speler van Stoke City    |
| ---------------------------- | ---------------------------- | ---------------------------- | ---------------------------- | ---------------------------- | ---------------------------- |
| 1                            | 29 mei 2009                  | Nigeria – Ierland            | 1 – 1                        | Vriendschappelijk            | 0                            |
| 2                            | 8 september 2009             | Ierland – Zuid-Afrika        | 1 – 0                        | Vriendschappelijk            | 37'                          |
| 3                            | 10 oktober 2009              | Ierland – Italië             | 2 – 2                        | WK-kwalificatie              | 0                            |
| 4                            | 14 november 2009             | Ierland – Frankrijk          | 0 – 1                        | WK-kwalificatie              | 0                            |
| 5                            | 18 november 2009             | Frankrijk – Ierland          | 1 – 1                        | WK-kwalificatie              | 0                            |
| 6                            | 2 maart 2010                 | Ierland – Brazilië           | 0 – 2                        | Vriendschappelijk            | 0                            |
| 7                            | 25 mei 2010                  | Ierland – Paraguay           | 2 – 1                        | Vriendschappelijk            | 39'                          |
| 8                            | 28 mei 2010                  | Ierland – Algerije           | 3 – 0                        | Vriendschappelijk            | 0                            |
| 9                            | 3 september 2010             | Armenië – Ierland            | 0 – 1                        | EK-kwalificatie              | 0                            |
| 10                           | 7 september 2010             | Ierland – Andorra            | 3 – 1                        | EK-kwalificatie              | 0                            |
| Als speler van Portsmouth    |                              |                              |                              |                              |                              |
| 11                           | 8 oktober 2010               | Ierland – Rusland            | 2 – 3                        | EK-kwalificatie              | 0                            |
| 12                           | 17 november 2010             | Ierland – Noorwegen          | 1 – 2                        | Vriendschappelijk            | 0                            |
| 13                           | 29 maart 2011                | Ierland – Uruguay            | 2 – 3                        | Vriendschappelijk            | 0                            |
| 14                           | 24 mei 2011                  | Ierland – Noord-Ierland      | 5 – 0                        | Vriendschappelijk            | 0                            |
| 15                           | 29 mei 2011                  | Ierland – Schotland          | 1 – 0                        | Vriendschappelijk            | 0                            |